# Batalla de Yerbal
La Batalla de Yerbal fue un enfrentamiento ocurrido el 25 de mayo de 1827 entre las tropas del Ejército Argentino y las del Imperio del Brasil, enfrentados por el control de la Banda Oriental, en manos brasileñas desde 1824. El general Juan Lavalle, que había sido destacado desde el campamento argentino en Yaguarón para conseguir monturas, regresaba desde Yerbal sin haber podido lograrlas. En la marcha de regreso, ante el hostigamiento sufrido por una columna de 200 hombres al mando de Juca Teodoro, las atacó; Lavalle y su segundo, el capitán Maciel, fueron heridos de bala en la batalla, aunque no de gravedad.
Fue el último enfrentamiento del año, pues las tropas aliadas acamparían para pasar el invierno poco después, y el último que lideraría Lavalle en esta guerra.
En el Brasil es conocida como Combate de Erval o Pedras Altas. Al terminar el descenso de la Sierra del Erval y entrar en el cojín de las Piedras Altas, la columna aliada fue atacada por los 400 milicianos de Bonifacio Isás Calderón, que luchaba a favor del Imperio de Brasil, yendo en la vanguardia José Teodoro, el cual dirigía 40 plazas del 39º.  El propio general argentino Alvear se involucró en el tiroteo, sufriendo heridas en una de las rodillas, cuando cargó, frente a 100 lanceros, a los guerrilleros de José Teodoro. Río Branco señala la victoria para los atacantes, que prosiguieron hostilizando a los argentinos hasta el anochecer. Alvear, que bautizó la acción con nombre de "Combate del Yerbal", reclamó la victoria. Tasso Fragoso la llama también Erval.